# Berga distrikt, Småland
Berga distrikt är ett distrikt i Ljungby kommun och Kronobergs län. Distriktet ligger omkring tätorten Lagan i västra Småland.

## Tidigare administrativ tillhörighet
Distriktet inrättades 2016 och utgörs av socknen Berga i Ljungby kommun.
Området motsvarar den omfattning Berga församling hade 1999/2000.

## Tätorter och småorter
I Berga distrikt finns en tätort men inga småorter.

### Tätorter
- Lagan